# Liste der Baudenkmäler in Weidenberg
Auf dieser Seite sind die Baudenkmäler in dem oberfränkischen Markt Weidenberg zusammengestellt. Diese Tabelle ist eine Teilliste der Liste der Baudenkmäler in Bayern. Grundlage ist die Bayerische Denkmalliste, die auf Basis des Bayerischen Denkmalschutzgesetzes vom 1. Oktober 1973 erstmals erstellt wurde und seither durch das Bayerische Landesamt für Denkmalpflege geführt wird. Die folgenden Angaben ersetzen nicht die rechtsverbindliche Auskunft der Denkmalschutzbehörde.

## Ensembles

### Ensemble Kirchhügel/Rathausplatz/Obere Marktstraße

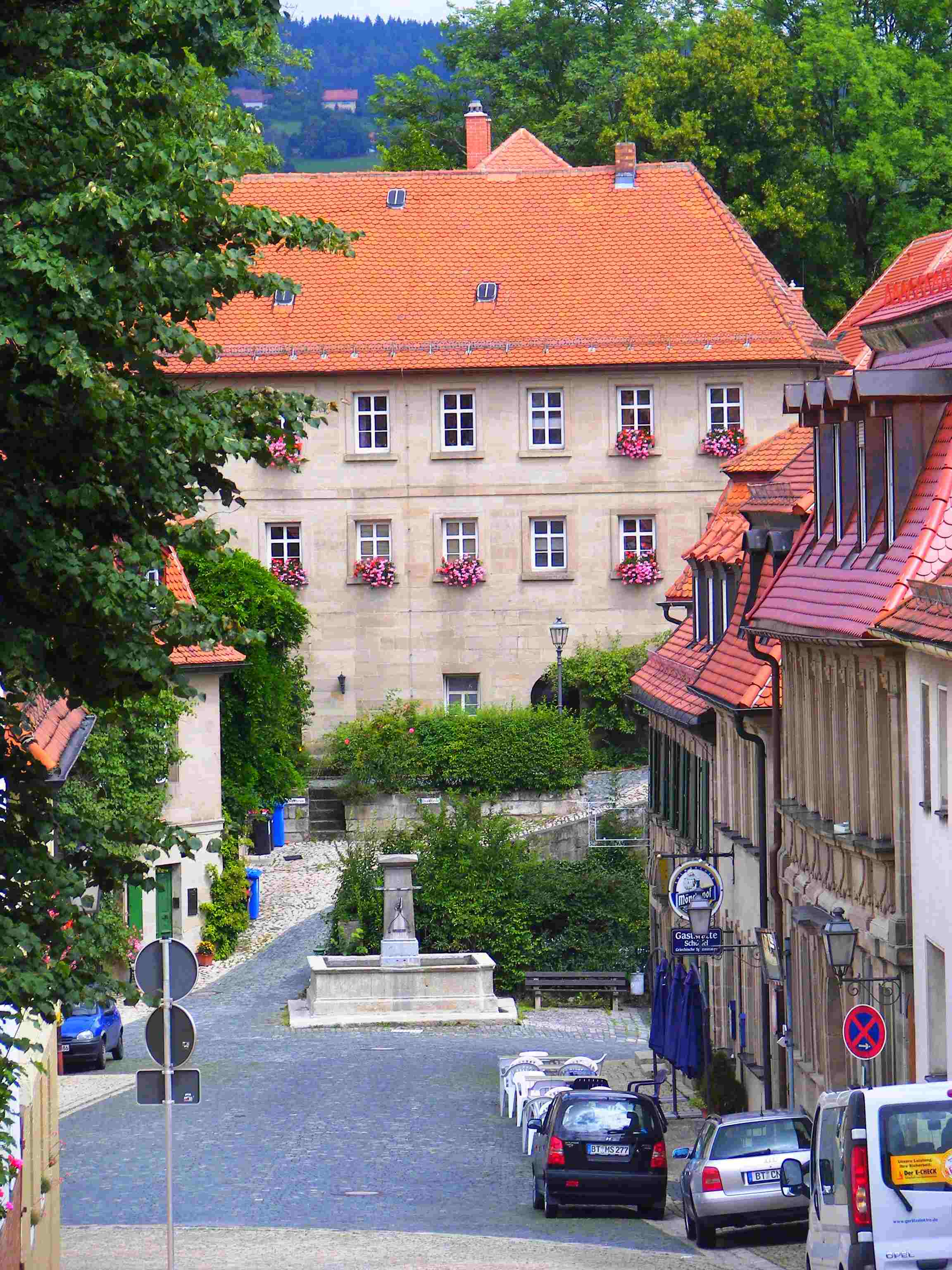
Weidenberg Obere Marktstraße

Das Ensemble (Lage) umfasst den Kirchhügel und den westlich unterhalb liegenden Rathausplatz ehemals Schulplatz mit dem in südwestlicher Richtung ansteigenden Oberen Markt. Von den ehemals drei Schlössern ist nur das Obere Schloss Am alten Schloss 1 erhalten, doch befindet sich von dem Alten Schloss auf dem Kirchhügel noch ein Halsgraben westlich der Kirche. Deren untere Turmgeschosse stammen von einem Kirchenneubau, der um die Mitte des 15. Jahrhunderts anstelle einer Schlosskapelle errichtet wurde. Die heutige evangelisch-lutherische Pfarrkirche erhielt 1710 ihren Turmhelm und 1770 ihr Langhaus. Gleichzeitig mit diesem Langhausneubau war 1770 der überwiegende Teil der Häuser des Marktortes durch einen Brand zerstört worden. Der Wiederaufbau wurde vermutlich nach Plänen und Richtlinien des fürstlichen Bauamtes Bayreuth durchgeführt, die bis in die Mitte des 19. Jahrhunderts bestimmend waren. Es handelt sich durchwegs um zweigeschossige Sandsteinquaderbauten mit Walm- oder Mansarddächern. Der wohl gleichzeitig systematisierte Verlauf des Oberen Marktes hat lediglich bei der Abzweigung der Alten Bayreuther Straße eine leichte nordwestliche Abweichung. Der Rathausplatz wird an seiner Nordseite durch einen den übrigen Häusern angepassten Schulhausbau, heute Rathaus, von 1909 geschlossen. Wichtige Elemente des Ortsbildes sind drei Granitbrunnen aus der Mitte des 19. Jahrhunderts an der Ecke Gurtstein/Kantorsgasse, an der Ausbuchtung des Oberen Marktes und bei der Abzweigung der Alten Bayreuther Straße. Aktennummer: E-4-72-199-1.

## Baudenkmäler nach Gemeindeteilen

### Weidenberg
| Lage                                                            | Objekt                                              | Beschreibung | Akten-Nr.      | Bild           |
| --------------------------------------------------------------- | --------------------------------------------------- | --- | -------------- | -------------- |
| Alte Bayreuther Straße (Standort)                               | Springbrunnen                                       | Quadratisches Becken und obeliskartige Säule, Granit, Mitte 19. Jahrhundert | D-4-72-199-41  | weitere Bilder |
| Alte Bayreuther Straße (Standort)                               | Steinkreuz                                          | Sandstein, oberer Kreuzarm fehlt, 1563 | D-4-72-199-4   | BW             |
| Alte Bayreuther Straße 1 (Standort)                             | Wohnstallhaus                                       | Eingeschossiger Satteldachbau, am Giebel mit Fensterbrüstungen, Sandsteinquader, bezeichnet „1771“ | D-4-72-199-3   | weitere Bilder |
| Alte Bayreuther Straße 2 (Standort)                             | Bürgerhaus                                          | Zweigeschossiger, in den aufgehenden Hang errichteter Walmdachbau, Portal mit gesprengtem Giebel, Sandsteinquader und Eckquaderung, um 1775 | D-4-72-199-37  | weitere Bilder |
| Alte Bayreuther Straße 5 (Standort)                             | Bauernhaus                                          | Erdgeschossiges Bauernhaus mit Halbwalmdach, letztes Drittel 18. Jahrhundert, Zwerchhaus frühes 20. Jahrhundert | D-4-72-199-103 | BW             |
| Alte Bayreuther Straße 6 (Standort)                             | Wohnhaus                                            | Eingeschossiger Halbwalmdachbau, Sandsteinquader, bezeichnet „1771“ | D-4-72-199-2   | BW             |
| Alte Bayreuther Straße 10 (Standort)                            | Wohnstallhaus                                       | Eingeschossiger Satteldachbau, geohrte Fenstergewände, hangseitig hervortretendem Kellergeschoss, um 1770 | D-4-72-199-94  | weitere Bilder |
| Am Alten Schloß 1 (Standort)                                    | Oberes Schloss                                      | Dreigeschossiger Walmdachbau, das zweite Geschoss teils vorkragend auf Konsolsteinen, 1510–1520 Schlossummauerung, Bruchsteinmauer mit Sandsteinabdeckung | D-4-72-199-5   | weitere Bilder |
| Am Alten Schloß 18 (Standort)                                   | Wohnhaus                                            | Zweigeschossiger Halbwalmdachbau auf hohem Kellergeschoss, Sandsteinquader, Portal, erste Hälfte 19. Jahrhundert Stützmauer, Bruchstein, mit Sandstein-Pfeilern, erste Hälfte 19. Jahrhundert | D-4-72-199-6   | weitere Bilder |
| Am Buchert (Standort)                                           | Felsenkeller                                        | Unterm Kirchhügel, einer bezeichnet „1837“ | D-4-72-199-23  | Felsenkeller   |
| An der Steinach (Standort)                                      | Springbrunnen                                       | Granitpfeiler und -becken, bezeichnet „1862“ | D-4-72-199-47  | BW             |
| An der Steinach 1 (Standort)                                    | Wohnhaus                                            | Eingeschossiger Satteldachbau auf hohem Kellergeschoss, Sandsteinquader, Fenstergewände mit Ohrungen, Barockportal, bezeichnet „1801“ | D-4-72-199-45  | BW             |
| Bahnhofstraße 20 (Standort)                                     | Bahnhof, Stationsgebäude mit Schuppen               | Zweigeschossiger Walmdachbau, Sandsteinquader, stichbogige Fensteröffnungen, Schuppen, holzverschalter Satteldachbau, 1896 | D-4-72-199-95  | weitere Bilder |
| Brauhausgasse 1 (Standort)                                      | Wohnhaus                                            | Traufständiger, zweigeschossiger Satteldachbau, Sandsteinquader, erste Hälfte 19. Jahrhundert | D-4-72-199-8   | BW             |
| Brauhausgasse 2; Alte Bayreuther Straße 5 (Standort)            | Ehemaliges Unteres Schloss                          | Wohnhaus, eingeschossiger Halbwalmdach- und Satteldachbau, Eckquaderung, bezeichnet „1772“ Wohnhaus, eingeschossiger Halbwalmdach- und Satteldachbau, Eckquaderung, um 1770, ehemaliger Schlosskeller, Bruchsteinmauerwerk, hangseitig hervortretendes Kellergeschoss, Tonnengewölbe, spätes 16. Jahrhundert | D-4-72-199-104 | BW             |
| Brauhausgasse 7 (Standort)                                      | Zugehörig Reste der ehemaligen Marktbefestigung     | Reste der ehemaligen Marktbefestigung | D-4-72-199-9   | BW             |
| Gablonzer Straße 5 (Standort)                                   | Glasdruckeranwesen                                  | Wohnhaus, eingeschossiger Satteldachbau, zugehöriges Betriebsgebäude, eingeschossiger Satteldachbau mit außenliegendem Schornstein, 1951; mit Ausstattung | D-4-72-199-101 | BW             |
| Gurtstein 1 (Standort)                                          | Ehemalige Apotheke                                  | Eckhaus, zweigeschossiger Mansarddachbau, Zwillingsfenster über dem Eingang, Sandsteinquader, erste 19. Jahrhundert | D-4-72-199-43  | weitere Bilder |
| Gurtstein 2 (Standort)                                          | Wohnhaus                                            | Wohnhaus, traufständiger, zweigeschossiger Satteldachbau, verputzt, bezeichnet „1837“ | D-4-72-199-20  | weitere Bilder |
| Gurtstein 3 (Standort)                                          | Wohnhaus                                            | Traufständiger, zweigeschossiger Halbwalmdachbau, Sandsteinquader, bezeichnet „1839“ | D-4-72-199-12  | BW             |
| Gurtstein 4 (Standort)                                          | Pfarrhaus                                           | Zweigeschossiger Mansarddachbau, Erdgeschoss 16. Jahrhundert, Obergeschoss 18. Jahrhundert, der Anbau mit Walmdach, Sandsteinquader, 18. Jahrhundert | D-4-72-199-16  | weitere Bilder |
| Gurtstein 5 (Standort)                                          | Ehemaliges Rathaus                                  | Sandsteinquaderbau, gesockelt, Walmdach, bezeichnet „1837“ | D-4-72-199-13  | weitere Bilder |
| Gurtstein 9 (Standort)                                          | Wohnhaus                                            | Giebelständiger, zweigeschossiger Halbwalmdachbau, Sandsteinquader, bezeichnet „1837“ | D-4-72-199-14  | weitere Bilder |
| Gurtstein 11 (Standort)                                         | Wohnhaus                                            | Zweigeschossiger Walmdachbau, Sandsteinquader, 1830–1840 | D-4-72-199-15  | weitere Bilder |
| Gurtstein 13 (Standort)                                         | Evangelisch-lutherische Pfarrkirche                 | Westturm Mitte 15. Jahrhundert, 1576, Haube und Laterne 1710, Langhaus, Emporensaalbau von 1770 mit Walmdach; mit Ausstattung Kirchhofmauer, Bruchstein und Sandsteinquader, 15.–18. Jahrhundert Bogenbrücke, Sandsteinquader, 15. bis 18. Jahrhundert                                                       | D-4-72-199-11  | weitere Bilder |
| Gurtstein 13 (Standort)                                         | Kriegerdenkmal für die Gefallenen beider Weltkriege | Sandsteinpfeiler mit Namenstafeln, oben kniender Soldat im Gebet, um 1920 | D-4-72-199-117 | weitere Bilder |
| Kantorsgasse 2 (Standort)                                       | Wohnhaus                                            | Zweigeschossiger Walmdachbau, im Obergeschoss Gewände mit Ohrungen, Sandsteinquader, Ende 18. Jahrhundert | D-4-72-199-18  | weitere Bilder |
| Kantorsgasse 20 (Standort)                                      | Ehemalige sogenannte Scherzenmühle                  | Zweigeschossiger Satteldachbau, Eckquaderung, im Kern 17./18. Jahrhundert, Obergeschoss 1830 und 1865 mit Sandsteinquadern erneuert; Nebengebäude, Satteldachbauten, Sandsteinquader, 19. Jahrhundert | D-4-72-199-17  | weitere Bilder |
| Kirchgasse 1 (Standort)                                         | Wohnhaus                                            | Eckhaus, zweigeschossiger Mansarddachbau, 18./19. Jahrhundert. Zweiter Stock wurde 1959 in Auftrag gegeben und aufgebaut von Friedrich Schöffel. Zu dieser Zeit lautete die Adresse des Hauses noch Obermarkt 8                                                                                              | D-4-72-199-19  | Wohnhaus       |
| Kirchgasse 2 (Standort)                                         | Wohnhaus                                            | Zweigeschossiger, in den aufgehenden Hang errichteter Halbwalmdachbau, Sandsteinquader, bezeichnet „1837“ | D-4-72-199-22  | BW             |
| Kirchgasse 4 (Standort)                                         | Wohnhaus                                            | Eingeschossiger Halbwalmdachbau, Sandsteinquader, bezeichnet „1837“ | D-4-72-199-21  | BW             |
| Kristallstraße 5 (Standort)                                     | Ehemalige Glasfabrik Max Bernt, jetzt Glasmuseum    | Eingeschossiger Satteldachbau, von Boto Bauer, 1951/1952 | D-4-72-199-109 | BW             |
| Lindenstraße (Standort)                                         | Brunnen                                             | Rechteckiges Brunnenbecken, Eisen, historistisch, bezeichnet „1889“ | D-4-72-199-24  | BW             |
| Lindenstraße 8 (Standort)                                       | Wohnhaus                                            | Zweigeschossiger Walmdachbau mit Erker, Eckquaderung, im Obergeschoss Fensterschürzen und Gewände mit Ohrungen, Ende 18. Jahrhundert | D-4-72-199-28  | BW             |
| Lindenstraße 14 (Standort)                                      | Wohnhaus                                            | Traufständiger, zweigeschossiger Satteldachbau, Fenstergewände mit Ohrungen, Sandsteinportal, bezeichnet „1745“ | D-4-72-199-27  | BW             |
| Lindenstraße 17 (Standort)                                      | Wasserkeller                                        | Sandstein, vermutlich Mikwe, 18. Jahrhundert | D-4-72-199-96  | BW             |
| Lindenstraße 23 (Standort)                                      | Wohnhaus                                            | Zweigeschossiger Mansarddachbau, Obergeschoss Sandsteinquader, über dem Portal Erker mit Haube, Freitreppe, 17./18. Jahrhundert | D-4-72-199-25  | BW             |
| Lindenstraße 25 (Standort)                                      | Wohnstallhaus                                       | Traufständiger, zweigeschossiger Satteldachbau mit Eckquaderung, erste Hälfte 19. Jahrhundert | D-4-72-199-26  | BW             |
| Nähe Am Kulm (Standort)                                         | Scheune                                             | Sandsteinquaderbau mit Sattel- und Halbwalmdach, um 1770, Obergeschoss mit Bretterverschalung aufgestockt, um 1900 | D-4-72-199-114 | BW             |
| Nähe Am Kulm (Standort)                                         | Scheune                                             | Sandsteinquaderbau mit einseitig abgewalmtem Satteldach, um 1770 | D-4-72-199-113 | weitere Bilder |
| Nähe Obere Marktstraße (Standort)                               | Springbrunnen                                       | Quadratisches Becken und obeliskartige Säule, Granit, bezeichnet „1862“ | D-4-72-199-111 | Springbrunnen  |
| Nähe Rathausplatz (Standort)                                    | Brunnen                                             | Historistisch, Eisen, bezeichnet „1889“ | D-4-72-199-116 | Brunnen        |
| Nähe Waizenreuther Straße (Standort)                            | Scheune                                             | Satteldachbau mit Ständerbohlenwänden, bezeichnet „1728“ | D-4-72-199-50  | BW             |
| Nähe Wolfskehle (Standort)                                      | Scheune                                             | Satteldachbau, holzverschalt auf Bruchsteinsockel, erste Hälfte 18. Jahrhundert | D-4-72-199-57  | BW             |
| Nähe Wolfskehle (Standort)                                      | Scheune                                             | Satteldachbau mit vorkragendem Giebel und Ständerbohlenwänden, 18. Jahrhundert | D-4-72-199-54  | BW             |
| Nähe Wolfskehle (Standort)                                      | Scheune                                             | Satteldachbau, holzverschalt, erste Hälfte 18. Jahrhundert | D-4-72-199-55  | BW             |
| Nähe Wolfskehle (Standort)                                      | Scheune                                             | Satteldachbau auf Bruchsteinsockel, teils Blockbau, holzverschalt, erste Hälfte 18. Jahrhundert | D-4-72-199-56  | BW             |
| Obere Marktstraße (Standort)                                    | Springbrunnen                                       | Quadratisches Becken und obeliskartige Säule, Granit, bezeichnet „1859“ | D-4-72-199-112 | BW             |
| Obere Marktstraße 1 (Standort)                                  | Wohnhaus                                            | Zweigeschossiger Halbwalmdachbau, Ecklisenen, Fensterbrüstungen, Tür mit Sprenggiebel, Sandsteinquader, bezeichnet „1776“ | D-4-72-199-29  | weitere Bilder |
| Obere Marktstraße 2 (Standort)                                  | Wohnhaus                                            | Zweigeschossiger Walmdachbau, Sandsteinquader, erste Hälfte 19. Jahrhundert | D-4-72-199-40  | weitere Bilder |
| Obere Marktstraße 5 (Standort)                                  | Wohnhaus                                            | Zweigeschossiger Mansarddachbau auf hohem Keller, Ecklisenen und Fensterschürze, Sandsteinquader, Ende 18. Jahrhundert | D-4-72-199-30  | weitere Bilder |
| Obere Marktstraße 6 (Standort)                                  | Wohnhaus                                            | Eckhaus, zweigeschossiger Walmdachbau, Obergeschoss Sandsteinquader mit Fassadendekor, Eckquaderung, bezeichnet „1771“ | D-4-72-199-39  | weitere Bilder |
| Obere Marktstraße 8 (Standort)                                  | Wohnhaus                                            | Zweigeschossiger Walmdachbau auf hohem Sockel, Eckquaderung, Fenstergewände und Fensterschürzen, Ende 18. Jahrhundert | D-4-72-199-38  | weitere Bilder |
| Obere Marktstraße 11 (Standort)                                 | Wohnhaus                                            | Zweigeschossiger Mansardgiebeldachbau auf hohem Keller, Portal mit gesprengtem Giebel, Eckpilaster mit Voluten, Fensterschürzen, Sandsteinquader, Ende 18. Jahrhundert | D-4-72-199-31  | weitere Bilder |
| Obere Marktstraße 12 (Standort)                                 | Wohnhaus                                            | Dreigeschossiger Walmdachbau, Eckquaderung, Sandsteinquader, Ende 18. Jahrhundert | D-4-72-199-35  | weitere Bilder |
| Obere Marktstraße 14 (Standort)                                 | Wohnhaus                                            | Traufständiger, zweigeschossiger Satteldachbau, Gewände mit Ohrungen, Fensterschürzen, Sandsteinquader, um 1800 | D-4-72-199-36  | BW             |
| Obere Marktstraße 23 (Standort)                                 | Wohnhaus                                            | Zweigeschossiger Walmdachbau, Eckquaderung, 18. Jahrhundert | D-4-72-199-32  | weitere Bilder |
| Obere Marktstraße 24 (Standort)                                 | Bauernhaus                                          | Eingeschossiger Walmdachbau, Sandsteinquader, hinterer Teil Backstein, bezeichnet „1771“ | D-4-72-199-34  | BW             |
| Obere Marktstraße 25 (Standort)                                 | Wohnhaus                                            | Zweigeschossiger Walmdachbau, Eckquaderung, bezeichnet „1841“ | D-4-72-199-33  | weitere Bilder |
| Rathausplatz 1 (Standort)                                       | Rathaus                                             | Zweigeschossiger Mansarddachbau, Portal mit Volutengiebel, neubarock, vorgelagerte Treppe, bezeichnet „1909“ | D-4-72-199-44  | weitere Bilder |
| Rathausplatz 2 (Standort)                                       | Ehemalige Wildmeisterei                             | Eckhaus, zweigeschossiger Walmdachbau, Fenstergewände und Fensterschürzen, Ende 18. Jahrhundert | D-4-72-199-49  | weitere Bilder |
| Rathausplatz 4 (Standort)                                       | Wohnhaus                                            | Giebelständiger, zweigeschossiger Halbwalmdachbau, Sandsteinfassade mit Eckquader, Fenstergewände und Fensterschürzen, erste Hälfte 19. Jahrhundert | D-4-72-199-48  | BW             |
| Rathausplatz 7 (Standort)                                       | Wohnhaus                                            | Zweigeschossiger, traufständiger Halbwalmdachbau, Sandsteinquader, bezeichnet „1838“ | D-4-72-199-42  | weitere Bilder |
| Stephansberg (Standort)                                         | Friedhofskirche                                     | Saalbau mit Walmdach, dreiseitigem Schluss und Dachreiter, zweite Hälfte 15. Jahrhundert; mit Ausstattung Zwei Kindergrabplatten, Marmor, eine bezeichnet „1652“, 17. Jahrhundert Friedhofsmauer, Bruchstein mit Sandstein-Abdeckung, Portal, Sandsteinpfeiler mit Kugelbekrönung                            | D-4-72-199-58  | weitere Bilder |
| Warmensteinacher Straße 2; Warmensteinacher Straße 4 (Standort) | Doppelwohnhaus                                      | Eingeschossiger Halbwalmdachbau, Sandsteinquader, bezeichnet „1845“ | D-4-72-199-51  | BW             |
| Warmensteinacher Straße 7 (Standort)                            | Wohnhaus                                            | Zweigeschossiger Satteldachbau mit Zwerchgiebel, historisierende Schwebegiebel, um 1895 | D-4-72-199-93  | BW             |
| Warmensteinacher Straße 24 (Standort)                           | Villa                                               | Zweigeschossiger Backsteinbau mit Sandsteingliederungen, Treppenturm mit Spitzhelm, bezeichnet „1899“ Nebengebäude, eingeschossiger Walmdachbau, 1899 | D-4-72-199-1   | Villa          |
| Wolfskehle 4 (Standort)                                         | Wohnhaus                                            | Zweigeschossiger Walmdachbau auf hohem Sockelgeschoss, im Kern 17. Jahrhundert | D-4-72-199-53  | weitere Bilder |
| Wolfskehle 8 (Standort)                                         | Ehemaliges Verwalterhaus des Oberen Schlosses       | Wohnhaus, zweigeschossiger Walmdachbau, Eckquaderung, Fenstergewände und Fensterschürzen, Ende 18. Jahrhundert | D-4-72-199-52  | BW             |

### Bruckmühle
| Lage                        | Objekt      | Beschreibung                                              | Akten-Nr.      | Bild |
| --------------------------- | ----------- | --------------------------------------------------------- | -------------- | ---- |
| B 22; Roter Main (Standort) | Bogenbrücke | Vierjochig, Sandsteinquader, über den Roten Main, um 1790 | D-4-72-199-102 | BW   |
| Erlich (Standort)           | Gedenkstein | Sandstein, um 1874                                        | D-4-72-199-86  | BW   |

### Bühl
| Lage                  | Objekt      | Beschreibung                                                         | Akten-Nr.     | Bild |
| --------------------- | ----------- | -------------------------------------------------------------------- | ------------- | ---- |
| Roter Main (Standort) | Bogenbrücke | Über den Roten Main, einbogig, Sandsteinquader, wohl 17. Jahrhundert | D-4-72-199-84 | BW   |

### Döhlau
| Lage                      | Objekt | Beschreibung | Akten-Nr.      | Bild |
| ------------------------- | ------ | --- | -------------- | ---- |
| Warme Steinach (Standort) | Brücke | Über die Warme Steinach, Gemauerte, einjochige Bogenbrücke mit geschlossener Brüstung, Sandstein, von Maurermeister Grieshammer, bezeichnet 1848 | D-4-72-199-136 | BW   |

### Fischbach
| Lage                   | Objekt                                | Beschreibung      | Akten-Nr.     | Bild |
| ---------------------- | ------------------------------------- | ----------------- | ------------- | ---- |
| Fischbach 1 (Standort) | Wappenrelief des ehemaligen Schlosses | Bezeichnet „1670“ | D-4-72-199-66 | BW   |

### Glotzdorf
| Lage                   | Objekt        | Beschreibung | Akten-Nr.     | Bild |
| ---------------------- | ------------- | --- | ------------- | ---- |
| Glotzdorf 6 (Standort) | Wohnstallhaus | Eingeschossiger Satteldachbau, Giebel Sandsteinquader mit Fensterschürzen, bezeichnet „1829“, Zwerchdach zweite Hälfte 19. Jahrhundert | D-4-72-199-67 | BW   |

### Görschnitz
| Lage                     | Objekt        | Beschreibung | Akten-Nr.     | Bild |
| ------------------------ | ------------- | --- | ------------- | ---- |
| Görschnitz 1 (Standort)  | Wohnstallhaus | Zweigeschossiger Satteldachbau, am Giebel Fensterbrüstungen, um 1800, vermutlich um 1900 unter Wiederverwendung alter Bauteile aufgestockt; ehemaliger Stallteil | D-4-72-199-68 | BW   |
| Görschnitz 6 (Standort)  | Wohnstallhaus | Eingeschossiger Satteldachbau, Eckquaderung, bezeichnet 1806, Kniestock und Änderung der Dachneigung um 1900                                                     | D-4-72-199-69 | BW   |
| Görschnitz 16 (Standort) | Bauernhaus    | Bauernhaus, zweigeschossiger Satteldachbau, Erdgeschoss Sandsteinquader, bezeichnet „1868“                                                                       | D-4-72-199-70 | BW   |
| Görschnitz 19 (Standort) | Wohnstallhaus | Eingeschossiger Satteldachbau, Sandsteinquader, bezeichnet „1818“                                                                                                | D-4-72-199-71 | BW   |
| Görschnitz 20 (Standort) | Wohnstallhaus | Eingeschossiger Satteldachbau, Sandsteinquader, Giebelfenster mit reichen Gewänden, Brüstungsfeldern und Fensterschürzen, bezeichnet „1818“                      | D-4-72-199-72 | BW   |

### Heßlach
| Lage                  | Objekt               | Beschreibung                                                                                     | Akten-Nr.      | Bild          |
| --------------------- | -------------------- | ------------------------------------------------------------------------------------------------ | -------------- | ------------- |
| Heßlach 5 (Standort)  | Wohnstallhaus        | Eingeschossiger Satteldachbau, Sandsteinquader, Giebeldekor (Fensterschürzen), bezeichnet „1842“ | D-4-72-199-73  | Wohnstallhaus |
| Heßlach 15 (Standort) | Ehemaliges Schulhaus | Zweigeschossiger traufständiger Satteldachbau, 1901 über älterem Kern                            | D-4-72-199-105 | BW            |

### Langengefäll
| Lage                       | Objekt     | Beschreibung               | Akten-Nr.     | Bild |
| -------------------------- | ---------- | -------------------------- | ------------- | ---- |
| Schleußenrangen (Standort) | Steinkreuz | Sandstein, mittelalterlich | D-4-72-199-91 | BW   |

### Lankendorf
| Lage                         | Objekt     | Beschreibung                                         | Akten-Nr.     | Bild |
| ---------------------------- | ---------- | ---------------------------------------------------- | ------------- | ---- |
| Steinernes Gewend (Standort) | Steinkreuz | Sandstein, Kreuzarme kaum erkennbar, mittelalterlich | D-4-72-199-74 | BW   |

### Lehen
| Lage                           | Objekt            | Beschreibung | Akten-Nr.     | Bild |
| ------------------------------ | ----------------- | --- | ------------- | ---- |
| In Lehen; Ölschnitz (Standort) | Zwei Bogenbrücken | Einbogig, Sandsteinquader, die Mühlbrücke bezeichnet „1720“ | D-4-72-199-76 | BW   |
| Lehen 6 (Standort)             | Ehemalige Mühle   | Wohnhaus, zweigeschossiger Satteldachbau, Backstein mit Sandsteingliederung, 17./18. Jahrhundert, Aufstockung bezeichnet 1909; Scheune, mit Stallungen, Satteldachbau, erste Hälfte 19. Jahrhundert; Nebengebäude, zweigeschossiger Walmdachbau, Sandsteingewände, Kern 17./18. Jahrhundert, bezeichnet „1839“ | D-4-72-199-75 | BW   |

### Lessau
| Lage                              | Objekt        | Beschreibung | Akten-Nr.     | Bild |
| --------------------------------- | ------------- | --- | ------------- | ---- |
| Lessau 13 (Standort)              | Wohnstallhaus | Zweigeschossiger Satteldachbau, Sandsteinquader, erste Hälfte 19. Jahrhundert                                                                    | D-4-72-199-77 | BW   |
| Lessau 20 (Standort)              | Wohnhaus      | Zweigeschossiger, giebelständiger Satteldach- und Walmdachbau, bezeichnet „1799“                                                                 | D-4-72-199-78 | BW   |
| Lessau 24; Lessau 24 a (Standort) | Steinmühle    | Satteldachbau, Sandsteinquader, Scheune, Satteldachbau, Sandsteinquader, um 1935; mit technischer Ausstattung zur Herstellung von Schleifsteinen | D-4-72-199-97 | BW   |

### Neunkirchen am Main
| Lage                                                         | Objekt                      | Beschreibung | Akten-Nr.     | Bild                     |
| ------------------------------------------------------------ | --------------------------- | --- | ------------- | ------------------------ |
| Aichiger Straße 5 (Standort)                                 | Wohnhaus                    | Zweigeschossiger Walmdachbau, bezeichnet „1795“ | D-4-72-199-83 | BW                       |
| Kirchplatz 1 (Standort)                                      | Wohnstallhaus               | Eingeschossiger Satteldachbau, Sandsteinquader, bezeichnet „1804“ | D-4-72-199-98 | BW                       |
| Kirchplatz 5 (Standort)                                      | Pfarrhaus                   | Zweigeschossiger Walmdachbau, Sandsteinquader, 1769–70 und 1801; Pfarrscheune, Satteldachbau, holzverschalt auf Sandsteinsockel, 1801; Sandstein-Pfeilerportal, um 1770                               | D-4-72-199-82 | BW                       |
| Kirchplatz 5; Nähe Kirchplatz; Nähe Rotmainstraße (Standort) | Evangelische Pfarrkirche    | Saalbau mit Satteldach und Chorturm mit Haube, Kern Mitte 15. Jahrhundert, 1724/25 barockisiert; mit Ausstattung; Kirchhofmauer aus Bruchstein, 16./17. Jahrhundert, Sandstein-Pfeilerportal, um 1725 | D-4-72-199-80 | Evangelische Pfarrkirche |
| Peunt; Von Neunkirchen a.Main zur B 22; Ölschnitz (Standort) | Drei Sandsteinquaderbrücken | Über die Ölschnitz, je einbogig, bezeichnet „1790“, dazwischen Sandsteinpfeiler | D-4-72-199-85 | BW                       |

### Neuwerk
| Lage                      | Objekt        | Beschreibung                                                   | Akten-Nr.     | Bild |
| ------------------------- | ------------- | -------------------------------------------------------------- | ------------- | ---- |
| Warme Steinach (Standort) | Neuwerkbrücke | Einjochige Bogenbrücke, Sandsteinquader, Mitte 19. Jahrhundert | D-4-72-198-13 | BW   |

### Oschenberg
| Lage               | Objekt          | Beschreibung                                                                              | Akten-Nr.      | Bild |
| ------------------ | --------------- | ----------------------------------------------------------------------------------------- | -------------- | ---- |
| St 2181 (Standort) | Sandstein-Säule | Zur Markierung der Stadtgrenze, mit Bayreuther Stadtwappen und Inschrift, Sandstein, 1975 | D-4-72-199-110 | BW   |

### Rosenhammer
| Lage                        | Objekt                         | Beschreibung | Akten-Nr.     | Bild                           |
| --------------------------- | ------------------------------ | --- | ------------- | ------------------------------ |
| Nähe Winter-Ring (Standort) | Grenzstein                     | Sandstein, 19. Jahrhundert | D-4-72-199-79 | BW                             |
| Rosenhammer 1 (Standort)    | Katholische Kirche St. Michael | Saalbau mit Walmdach, Turm mit Spitzhelm, neugotisch, 1899–1901, 1956 Erweiterung des Langhauses zu Oktogon mit Pyramidendach     | D-4-72-199-99 | Katholische Kirche St. Michael |
| Rosenhammer 2 (Standort)    | Ehemaliges Herrenhaus          | Zweigeschossiger Walmdachbau, 16./17. Jahrhundert, Treppenturm mit Zwiebelhaube und Wappen, bezeichnet „1626“                     | D-4-72-199-89 | Ehemaliges Herrenhaus          |
| Rosenhammer 4 (Standort)    | Wohnhaus                       | Zweigeschossiger Satteldachbau mit Gurtgesimsen, Erdgeschoss Sandsteinquader, Obergeschoss und Giebel verputzt, bezeichnet „1809“ | D-4-72-199-88 | BW                             |
| Rosenhammer 8 (Standort)    | Gasthaus                       | Zweigeschossiger Satteldachbau mit eingeschossigem Stallteil, bezeichnet „1754“ und „1838“                                        | D-4-72-199-87 | BW                             |

### Saas
| Lage                | Objekt     | Beschreibung                 | Akten-Nr.     | Bild |
| ------------------- | ---------- | ---------------------------- | ------------- | ---- |
| Weinberg (Standort) | Steinkreuz | Sandstein, mittelalterlich   | D-4-72-143-48 | BW   |
| Weinberg (Standort) | Grenzstein | Sandstein, bezeichnet „1615“ | D-4-72-143-49 | BW   |

### Spinnerei
| Lage               | Objekt         | Beschreibung                            | Akten-Nr.      | Bild |
| ------------------ | -------------- | --------------------------------------- | -------------- | ---- |
| St 2181 (Standort) | Sandsteinsäule | Zur Markierung der Stadtgrenze, um 1939 | D-4-72-199-106 | BW   |

### Stockau
| Lage                  | Objekt                                 | Beschreibung | Akten-Nr.              | Bild                                   |
| --------------------- | -------------------------------------- | --- | ---------------------- | -------------------------------------- |
| Stockau 22 (Standort) | Evangelische Filialkirche St. Matthäus | Saalbau mit Satteldach, Dachreiter mit Spitzhelm, im Kern 15./16. Jahrhundert, Dachreiter 1687, 1765 barock verändert; mit Ausstattung | D-4-72-199-90 Wikidata | Evangelische Filialkirche St. Matthäus |

### Untersteinach
| Lage                      | Objekt               | Beschreibung | Akten-Nr.      | Bild |
| ------------------------- | -------------------- | --- | -------------- | ---- |
| Hauptstraße 23 (Standort) | Wohnhaus             | Zweigeschossiger Satteldachbau in Ecklage, Erdgeschoss Sandsteinquader, im Obergeschoss Ecklisenen, bezeichnet „1885“ | D-4-72-199-100 | BW   |
| Hügelweg 8 (Standort)     | Ehemaliges Schulhaus | zweigeschossiger Satteldachbau mit Stichbogenrahmen und Werksteingliederung mit Eckquaderung und Gesimsen, Erdgeschoss in Sandsteinquader-, erstes Obergeschoss in Sichtziegelbauweise, 1855/57, 1901/02 aufgestockt und Pultdachanbau erneuert; ehemaliges Waschhaus, eingeschossiger, teils verputzter Ziegelbau mit Satteldach auf Blockwerkschwelle und Stichbogenrahmen, 1907; Brunnenschacht, vor 1907 | D-4-72-199-135 | BW   |

### Waizenreuth
| Lage                         | Objekt     | Beschreibung                                                  | Akten-Nr.     | Bild |
| ---------------------------- | ---------- | ------------------------------------------------------------- | ------------- | ---- |
| Oberer Bergrangen (Standort) | Grenzstein | Grenzstein Weidenberg-Waizenreuth, Sandstein, 19. Jahrhundert | D-4-72-199-92 | BW   |

### Ziegelhütte
| Lage                       | Objekt                | Beschreibung                                                               | Akten-Nr.     | Bild |
| -------------------------- | --------------------- | -------------------------------------------------------------------------- | ------------- | ---- |
| Am Breiten Wege (Standort) | Wegkreuz              | Eisenkreuz auf Marmorsockel, um 1930                                       | D-4-72-199-62 | BW   |
| Lessauer Berg (Standort)   | Steinkreuz            | Sandstein, 15. Jahrhundert                                                 | D-4-72-199-65 | BW   |
| Lessauer Berg (Standort)   | Ehemalige Geleitsäule | Sandsteinsäule, mit kleinem Kreuz seitlich, Sandsteintrog, 15. Jahrhundert | D-4-72-199-64 | BW   |